# مانويل دي بيدرولو
مانويل دي بيدرولو ( (بالإنجليزية: Manuel de Pedrolo i Molina مانويل دي بيدرولو اي مولينا) 1918 - 1990) مؤلف روايات وقصص قصيرة و شعر ومسرحيات. وهو معروف في الغالب بروايته الخيال العلمي Mecanoscrit del segon origen ( نسخة من الأصل الثاني ).

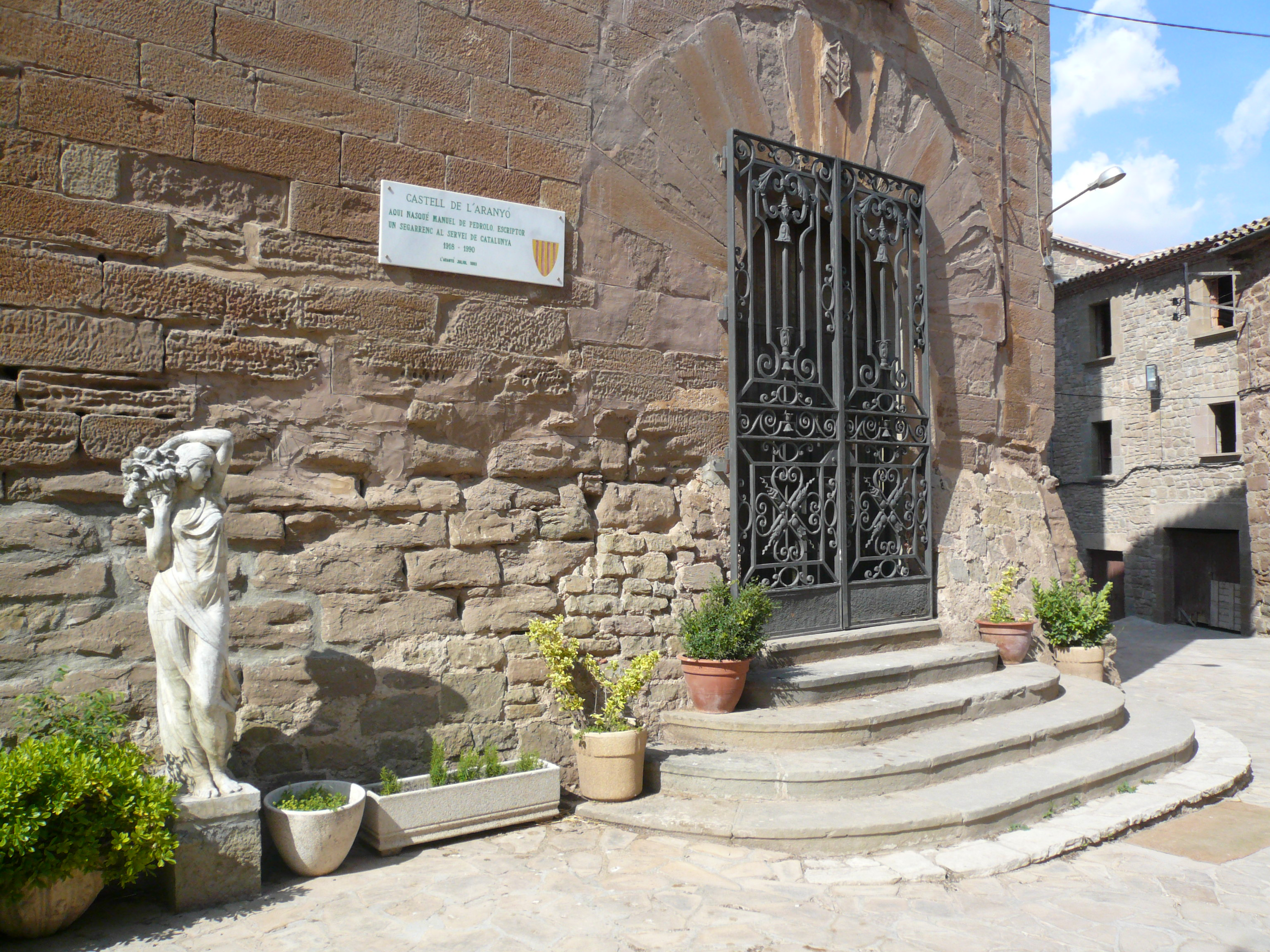
مسقط رأس مانويل دي بيدرولو.

ولد مانويل دى بيدرولو في عام 1918 في L'Aranyó، في سيغارا كوماركا (مقاطعة في كاتالونيا) . بعد الحرب الأهلية الإسبانية ، استقر في برشلونة ، حيث عمل في عدد كبير من الوظائف أثناء الكتابة كنشاط آخر.
من عام 1974 ، كان قادرًا على تكريس نفسه للأدب ، وخلق الأعمال ، والترجمة، والقيام بمهام تحريرية ثانوية أخرى.
توفي في برشلونة عام 1990 بعد إصابته بمرض طويل.

## روابط خارجية
- مانويل دي بيدرولو على موقع IMDb (الإنجليزية)
- مانويل دي بيدرولو على موقع قاعدة بيانات الفيلم (الإنجليزية)